# William Westmoreland
William Childs Westmoreland, född 26 mars 1914 i Saxon, South Carolina, USA, död 18 juli 2005 i Charleston, South Carolina, var en amerikansk general.
Westmoreland var USA:s arméstabschef 1968–1972 och därmed presidentens och försvarsministerns militära rådgivare i frågor rörande armén (de andra försvarsgrenarna har motsvarande tjänster) och ansvarig inför arméministern för arméns beredskap, men utan operativa befogenheter. Han är dock mest känd för sina tidigare operativa insatser som befälhavare för de amerikanska styrkorna i Vietnam 1964–1968 där han bland annat ledde försvaret mot Nordvietnams och FNL:s Tet-offensiv 1968.